# Slats Gill

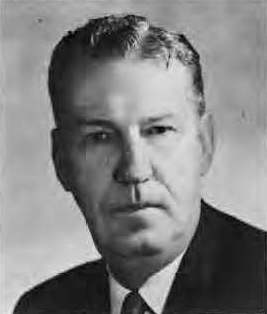
1963 körül

Anthony Tingle „Slats” Gill (Salem, Oregon, 1901. május 1. – Corvallis, Oregon, 1966. április 5.) amerikai kosárlabdázó, kosárlabdaedző, baseballedző és atlétikai igazgató. Csapatai kétszer nyerték el az All-Pacific Coast Conference elismerést. Kosárlabdaedzőként 599 győzelme volt 60,4%-os sikerességgel.

## Fiatalkora
Hét idősebb testvére született, édesapja gyermekkorában elhunyt. Becenevét 12 éves korában kapta, amikor a helyi tóból kisétálva egy barátja azzal viccelődött, hogy kiálló bordái kerítéslécekre (slat) hasonlítanak. 1920-ban érettségizett a Salemi Középiskolában, ahol a a baseball- és kosárlabdacsapatok kiváló játékosa volt. 1922 és 1924 között az Oregoni Mezőgazdasági Főiskolán (ma Oregoni Állami Egyetem) baseballozott és kosárlabdázott. 1923 márciusában utóbbi csapat kapitányává választották, és másodszorra is az All-Pacific Coast Conference elismerést elnyerő csapat tagja lett.
Feleségével, Helen Boyerrel a főiskolán ismerkedett meg. 1932-ben házasodtak össze; egy lányuk (Jane) és egy fiuk (John Amory) született.

## Pályafutása

### Kosárlabdaedzőként
Diplomaszerzését követően egy évig egy kaliforniai középiskola edzője volt, majd visszatért alma materébe, ahol a tornacsapat igazgatója lett. Az 1926–27-es szezonban minden mérkőzést elveszítettek, ezért a következő évben nagyszabású toborzásba kezdett. A 106 jelentkezőt végül 25 főre szűkítette. 1928 nyarán Bob Hager edzőt kirúgták, utódja Gill lett.
Pályafutása alatt a kosárlabdacsapat erős védőjátékáról és lassú támadásairól vált ismertté. Csapatai gyakran keveredtek alacsony pontszámú védőjátékba. Az 1940-es években Gilll ismertté vált arról, hogy csapata stratégiáját az ellenfél védőjátékához igazította.
36 éve alatt a csapat ötször nyerte meg a Pacific Coast Conference, négyszer pedig az északi divízió bajnokságát, kétszer pedig a legjobb négy közé jutottak. Egymásután nyolcszor nyerték meg a Far West Classic bajnokságát.
1960-ban Seattle-ben szívinfarktusa volt, és több mint három hétre kórházba került. Ezalatt edzőként Paul Valenti helyettesítette.
Egykor ő volt a National Association of Basketball Coaches igazgatója, és az 1946-os játékon edzőként vett részt.

### Atlétikai igazgatóként
1964-től haláláig az Oregon State Beavers atlétikai igazgatója volt; a vezetőedzői poszton utódjaként Paul Valenti helyettest javasolta. Az amerikaifutball-csapat edzőjeként Dee Androst alkalmazta, aki később maga is atlétikai igazgató lett. Andros csapatába érkezett Bud Riley és fia, Mike Riley is.

### Baseballedzőként
1932 és 1937 között a Beavers baseballedzőjeként 56 győzelme és 70 veresége (44%-os arány) volt.

## Halála és emlékezete
1966. március 26-án sztrók következtében egy corvallisi kórházba került, ahol tíz napot töltött. Állapota javulni kezdett, de április 5-én reggel váratlanul rosszabbra fordult és 15:25-kor elhunyt. Búcsúztatóját a róla elnevezett Gill Amfiteátrumban tartották; sírhelye a corvallisi Szűz Mária temetőben van.
A Naismith Memorial Basketball Hall of Fame és az Oregon Sports Hall of Fame tagja.
Ő volt az OSU első edzője, aki alatt valamely csapatnak afroamerikai játékosa volt; Norman Monroe az 1960–61-es szezon felében játszott.

## Eredményei kosárlabda-vezetőedzőként
| Szezon                                                       | Eredmény                                        | Eredmény                                        | Helyezés                                        | Továbbjutás                                     |
| Szezon                                                       | Összesen                                        | Konferencia                                     | Helyezés                                        | Továbbjutás                                     |
| Oregon State Beavers (Pacific Coast Conference)              | Oregon State Beavers (Pacific Coast Conference) | Oregon State Beavers (Pacific Coast Conference) | Oregon State Beavers (Pacific Coast Conference) | Oregon State Beavers (Pacific Coast Conference) |
| ------------------------------------------------------------ | ----------------------------------------------- | ----------------------------------------------- | ----------------------------------------------- | ----------------------------------------------- |
| 1928–29                                                      | 12–8                                            | 4–6                                             | 4.                                              | –                                               |
| 1929–30                                                      | 14–13                                           | 7–9                                             | 4.                                              | –                                               |
| 1930–31                                                      | 19–9                                            | 9–7                                             | 3.                                              | –                                               |
| 1931–32                                                      | 12–12                                           | 8–8                                             | 3.                                              | –                                               |
| 1932–33                                                      | 21–6                                            | 12–4                                            | 1.                                              | PCC bajnokság                                   |
| 1933–34                                                      | 14–10                                           | 7–9                                             | 3.                                              | –                                               |
| 1934–35                                                      | 19–9                                            | 12–4                                            | 1.                                              | –                                               |
| 1935–36                                                      | 16–9                                            | 10–6                                            | 2.                                              | –                                               |
| 1936–37                                                      | 11–5                                            | 5–11                                            | 4.                                              | –                                               |
| 1937–38                                                      | 17–16                                           | 6–14                                            | 5.                                              | –                                               |
| 1938–39                                                      | 13–11                                           | 6–10                                            | 4.                                              | –                                               |
| 1939–40                                                      | 27–11                                           | 12–4                                            | 1.                                              | –                                               |
| 1940–41                                                      | 19–9                                            | 9–7                                             | 2.                                              | –                                               |
| 1941–42                                                      | 18–9                                            | 15–3                                            | 1.                                              | –                                               |
| 1942–43                                                      | 19–9                                            | 12–6                                            | 2.                                              | –                                               |
| 1943–44                                                      | 8–16                                            | 5–11                                            | T–3.                                            | –                                               |
| 1944–45                                                      | 20–8                                            | 10–6                                            | 3.                                              | –                                               |
| 1945–46                                                      | 13–11                                           | 10–6                                            | 2.                                              | –                                               |
| 1946–47                                                      | 28–5                                            | 13–3                                            | 1.                                              | NCAA regionális 4. hely                         |
| 1947–48                                                      | 21–13                                           | 10–6                                            | T–1.                                            | –                                               |
| 1948-49                                                      | 24–12                                           | 12–4                                            | 1.                                              | NCAA Final Four                                 |
| 1949–50                                                      | 13–14                                           | 8–8                                             | T–2.                                            | –                                               |
| 1950–51                                                      | 14–18                                           | 6–10                                            | T–4.                                            | –                                               |
| 1951–52                                                      | 9–19                                            | 3–13                                            | 5.                                              | –                                               |
| 1952–53                                                      | 11–18                                           | 6–10                                            | 4.                                              | –                                               |
| 1953–54                                                      | 19–10                                           | 11–15                                           | 1.                                              | –                                               |
| 1954–55                                                      | 22–8                                            | 15–11                                           | 1.                                              | NCAA regionális döntő                           |
| 1955–56                                                      | 8–18                                            | 5–11                                            | T–6.                                            | –                                               |
| 1956–57                                                      | 11–15                                           | 6–10                                            | 6.                                              | –                                               |
| 1957–58                                                      | 20–6                                            | 12–4                                            | T–1.                                            | –                                               |
| 1958–59                                                      | 13–13                                           | 17–9                                            | 6.                                              | –                                               |
| Oregon State Beavers (NCAA független)                        |                                                 |                                                 |                                                 |                                                 |
| 1959–60                                                      | 9–3                                             | –                                               | –                                               | –                                               |
| 1960–61                                                      | 14–12                                           | –                                               | –                                               | –                                               |
| 1961–62                                                      | 24–5                                            | –                                               | –                                               | NCAA regionális döntő                           |
| 1962–63                                                      | 22–9                                            | –                                               | –                                               | NCAA Final Four                                 |
| 1963–64                                                      | 25–4                                            | –                                               | –                                               | NCAA regionális negyeddöntő                     |
| Összesen:                                                    | 599–393                                         | 283–245                                         | –                                               | –                                               |
| Jelmagyarázat: Konferenciaszezon-bajnok Divíziószezon-bajnok |                                                 |                                                 |                                                 |                                                 |

## Fordítás
- Ez a szócikk részben vagy egészben  a   Slats Gill című angol Wikipédia-szócikk ezen változatának fordításán alapul.  Az eredeti cikk szerkesztőit annak laptörténete sorolja fel. Ez a jelzés csupán a megfogalmazás eredetét és a szerzői jogokat jelzi, nem szolgál a cikkben szereplő információk forrásmegjelöléseként.